# Valentinià III
Valentinià III (en llatí: Flavius Placidius Valentinianus, Ravenna, 2 de juliol del 419 - Roma, 16 de març del 455) fou emperador romà d'Occident (424 - 455). Nomenat per l'emperador d'Orient i cosí seu Teodosi II el Jove, perquè l'anterior emperador d'Occident, Honori havia mort sense descendència. Atès que només tenia sis anys quan fou nomenat, el govern el va exercir el general Aeci, que va haver de lluitar contra l'usurpador Joan i contra diversos invasors bàrbars. A més el seu exèrcit va estar afectat per les dissensions entre tres caps: Fèlix, Bonifaci i Aeci. Durant el seu regnat es van perdre territoris de la perifèria imperial. Ni Valentinià ni el seu ministre van saber trobar solució a la greu situació econòmica, que va fer que molts ciutadans preferissin ser governats pels bàrbars, que no feien pagar impostos, a continuar formant part de l'imperi. Va morir a mans d'un marit venjatiu.

## Guerra contra Joan el Secretari
Era el primogènit de Constanci III i Gal·la Placídia, germana de l'anterior emperador Honori. A la mort d'aquest, el secretari (primicerius) de la cort, Joan, va assolir el tron però Teodosi II el Jove no el va reconèixer. Joan va enviar el general Aeci a demanar ajut als huns i li va donar el títol de curopalata. Teodosi va enviar Ardaburi i el seu fill Aspar amb un exèrcit, acompanyats de Gal·la Placídia i el seu jove fill Valentinià, el qual en arribar a Tessalònica fou proclamat cèsar (23 d'octubre de 424), per Helió, el magister officiorum, i l'emperador d'Orient el va prometre a la seva filla Licínia Eudòxia, nascuda el 422. Valentinià tenia uns cinc anys.
El 425 Teodosi II fou cònsol per onzena vegada amb Valentinià com a col·lega. Aspar, el jove cèsar i la seva mare van arribar a Itàlia i es van apoderar d'Aquileia. Ardaburi anava amb la flota però una tempesta el va separar del gruix principal i dues galeres i ell mateix van caure en mans dels soldats de Joan que el va portar a Ravenna. Joan va tractar amablement Ardaburi per assegurar la seva amistat però el general va aprofitar per tractar amb els oficials de l'usurpador, entre ells el general Aeci al qual va convèncer per canviar de bàndol, i va poder enviar instruccions a Aspar per acostar-se a Ravenna. Llavors el seu fill es va presentar a la zona amb la cavalleria; passant els maresmes guiat per un pastor, va trobar les portes obertes i va poder ocupar la ciutat sense dificultat. Joan fou fet presoner i enviat a Aquileia on fou executat. Joan havia estat enemic de l'església i havia imposat als eclesiàstics de sotmetre's a la jurisdicció dels jutges civils.
Quan Aeci va tornar amb un exèrcit dels huns es va produir una batalla amb Aspar que va guanyar Aspar. A Joan el portar a Aquileia i el van sentenciar a mort. En les condicions de pau estava que els bàrbars es retiressin, compensats amb diners, Aeci fou perdonat i elevat a la dignitat de comes. La primera decisió de Valentinià fou restituir tots els privilegis als eclesiàstics. Un decret va excloure jueus i pagans dels graus militars i d'exercir com a jutges o juristes. Els maniqueus i altres sectaris i astròlegs foren expulsats de la ciutat. Gal·la Placídia era incondicional de l'església i va exercir la regència fins al 433.

## Proclamació i regència de Gal·la Placídia (425-437)
El 23 d'octubre del 425 (un any després de ser proclamat cèsar i amb només sis anys) Valentinià que ja era a Roma, va rebre del seu cosí Teodosi II la porpra imperial i el títol d'august; també Placídia va rebre el títol d'augusta probablement al mateix temps. La mare va nomenar Fèlix magister utriusque militiae.

### Guerres amb francs, visigots, vàndals i bagaudes
El mateix 425 el rei got Teodoric I de Tolosa va ocupar diverses ciutats als límits de l'imperi i va assetjar Arle (Arelate), però quan Aeci es va acostar, els gots es van retirar.
El gener del 426 era a Roma i va dictar normes contra els delatores, privilegis dels senadors i magistrats i altres temes. També va dictar normes per la fe cristiana, datades a Ravenna, i jueus i samaritans van tenir prohibit desheretar els seus fills que s'havien convertit al cristianisme.
El 427, Fèlix va acusar Bonifaci, comes d'Àfrica, de ser un traïdor. Aeci, que sí que havia donat suport a Joan, va acusar Bonifaci de voler fer-se independent i va aconsellar l'emperadriu de cridar-lo a la seva presència i al mateix temps advertia Bonifaci de no anar-hi perquè la seva vida corria perill. Fèlix va cridar els vàndals d'Hispània (428) que tenien per rei a Genseric perquè l'ajudessin. Bonifaci va refusar d'anar a Roma i va derrotar l'exèrcit enviat per Fèlix.
Mentrestant, Aeci va combatre els francs als quals va derrotar el 428 i va recuperar les zones de la frontera del Rin de les quals s'havien apoderat. El 429 Aeci fou nomenat comandant dels exèrcits romans al lloc de Fèlix, i va derrotar els gots a prop d'Arle fent presoner al seu cap Ataülf; a Rècia va derrotar el poble germànic dels iutungs, i va dominar a algunes tribus del Nòric que s'havien revoltar. Acompanyava a Aeci en aquestes campanyes Marc Mecili Avit, després emperador. L'any següent Aeci va acusar Fèlix de conspirar contra ell i el va fer matar. L'emperadriu va enviar el general Sigisvult contra el rebel Bonifaci, però no ho va aconseguir. Bonifaci va arribar a un acord amb els vàndals perquè l'ajudés contra els romans i a canvi es repartirien les províncies africanes, quan es va saber a Ravenna l'emperadriu va cercar reconciliar-se amb Bonifaci.
El 432 mentre Aeci era a la Gàl·lia, Bonifaci fou cridat a Itàlia per Placídia, que després de descobrir el doble joc d'Aeci temia el seu poder i el va nomenar Bonifaci comandant en cap de les forces romanes en substitució d'Aeci. Bonifaci va provar de desfer-se dels vàndals i es va mantenir algun temps a Hippo Regius, però finalment es va haver de retirar d'Àfrica i va ser rebut a la cort de Ravenna. Assabentat de la promoció del seu rival, Aeci va tornar a Itàlia i els dos homes es van enfrontar en una batalla en la qual Aeci fou derrotat i va fugir amb els huns a Pannònia, però Bonifaci va morir a causa de les ferides. Aeci al cap de poc temps fou perdonat i restaurat.
El febrer del 435 Valentinià va signar un tractat amb Genseric en pèssimes condicions i als huns se'ls va permetre establir-se a Pannònnia. Al mateix temps, a la Gàl·lia havia esclatat la bagàudia (els revoltats s'anomenaven a si mateixos bagaudae) contra l'opressió dels governadors. Els bagaudes foren derrotats però no destruïts, ja que les causes de la revolta persistien amb uns impostos insuportables i tota mena d'opressions. En aquest mateix any Aeci va derrotar els burgundis a la zona del Rin.
Els gots s'havien establert a Aquitània des del 419 i el 436 es van revoltar i van assetjar Narbona dirigits per Teodoric I de Tolosa, fill d'Alaric I; el setge fou finalment abandonat després d'un temps quan la ciutat va rebre reforços i subministraments portats pel comes Litori. En aquest temps es va desenvolupar la pirateria a la Mediterrània occidental i les costes de l'oceà; molts dels pirates eren saxons.

## Casament
El 21 d'octubre del 437 Valentinià, que ja tenia 18 anys, va anar a Constantinoble per casar-se amb Eudòxia, la filla de Teodosi II a la qui estava promesa des del 424. Valentinià va cedir al seu sogre Il·líria, que ja Placídia li havia promès. Va passar l'hivern amb la seva dona a Tessalònica i va tornar a Ravenna el 438. D'aquest matrimoni va tenir dues filles, Eudòxia i Placídia. Tot i que Valentinià fou declarat major d'edat el govern el va exercir Aeci.
El 439 va seguir la guerra amb els gots. Litori estava assetjant Teodoric a Tolosa i el rei va demanar la pau que Litori va refusar; a la batalla que va seguir Litori fou derrotat i fet presoner sent portat a Tolosa. Tot i la seva victòria Teodoric va acordar la pau amb Aeci que es dirigia a la zona amb un exèrcit.

## Pèrdua d'Àfrica, Sicília i Britànnia
En aquest temps l'imperi estava perdent les seves possessions perifèriques. Mèrida fou conquerida pel sueu Requila; Genseric va ocupar Cartago per sorpresa (9 d'octubre del 439) tot i el tractat de pau del 435, i va aniquilar el poder romà a l'Àfrica encara que els romans conservaven les dues Mauritànies i alguna altra zona.
Valentinià era a Roma el gener i març del 440 i va promulgar algunes lleis de les anomenades novellae. El juny del 440 Genseric va sortir de Cartago amb una flota i va desembarcar a Sicília que va assolar assetjant Palerm. Mentre Aeci era a la Gàl·lia restaurant la tranquil·litat i va tornar a Itàlia; els pobles romans preferien el domini bàrbar on no pagaven taxes que el domini romà on els impostos eren angoixants; els bàrbars dominaven part de la Gàl·lia i part d'Hispània, i Àfrica, mentre Itàlia era teatre dels atacs vàndals. A la frontera del Rin, Trèveris havia estat saquejada diverses vegades.
El 20 de febrer del 441 l'emperador va dictar lleis sobre la propietat dels gran dignataris de l'església i de la ciutat de Roma, que quedaven subjectes a les mateixes taxes, especialment per reparació de camins i muralles, però també als altres impostos. El 442 es va signar un nou tractat de pau amb els vàndals als quals fou reconeguda la possessió d'Àfrica.
El 446 els romans van abandonar Britànnia, el nord de la qual era assolada per pictes i escots. Els britons van demanar ajut a Aeci, llavors cònsols, sense resultat. El 448 es va revoltar Armòrica, però la rebel·lió fou reprimida. Valentinià vivia habitualment a Ravenna; al començament del 450 va anar a Roma amb la seva dona i la seva mare; una llei està datada a la ciutat el 5 de març, per la qual s'abaixaven les taxes a partir de l'1 de setembre del 448, el que indicaria que el poble ja no podia pagar; d'aquesta mesura foren excloses Sardenya i Àfrica en poder dels vàndals.

## Guerra amb els huns
Teodosi II el Jove va morir el 28 de juliol del 450. Marcià el va succeir i no va demanar l'aprovació de Valentinià que, tot i així, va confirmar l'elecció. El 27 de novembre va morir l'emperadriu mare Placídia a Roma, just poc abans d'iniciar-se les hostilitats amb els huns. El resultat de la guerra fou la gran victòria d'Aeci en la batalla dels Camps Catalàunics (451) a prop de Châlons-en-Champagne. Entre els morts estava el rei visigot federat Teodoric, a qui va succeir el seu fill Turismon.
El 452 Àtila el rei dels huns va baixar a Itàlia on era Aeci, i d'acord amb l'emperador van enviar el papa Lleó I a demanar la pau; finalment Àtila es va retirar després de devastar el nord d'Itàlia. En aquest any Valentinià va emetre una llei que prohibia als bisbes i eclesiàstics exercir jurisdicció civil i només podien jutjar afers religiosos. Els eclesiàstics haurien d'apel·lar a la justícia civil excepte si l'altra part consentia a sotmetre's a la jurisdicció religiosa.
Àtila va morir el 453 i, el mateix any, Turismon rei dels visigots fou assassinat pels seus germans, un dels quals Teodoric II el va succeir.

## Eliminació d'Aeci
El poder d'Aeci era màxim, però això comportava la creació d'enemics. L'eunuc Heracli no va parar de difamar-lo. En aquell temps el seu fill Gaudenci fou promès a Eudòxia, la filla gran de Valentinià; després d'un enfrontament va venir una reconciliació els termes de la qual foren dictats per Aeci; després d'humiliar l'emperador va cometre l'error d'anar al seu palau acompanyat per Boeci, prefecte del pretori, a exigir el ràpid matrimoni del seu fill i la princesa. Encoratjat pel senador Petroni Màxim, Valentinià li va clavar l'espasa, i servidors de Valentinià van completar la feina; Boeci va compartir la seva sort en 454; els principals amics d'Aeci foren cridats a palau i executats tanmateix.

## Assassinat
Petroni Màxim tenia una dona molt maca que resistia els requeriments de Valentinià; finalment la va portar a palau amb engany i la va forçar. L'injuriat marit va decidir eliminar l'emperador i es va guanyar a la seva causa un dels domestici de Valentinià que havia estat servidor d'Aeci. Quan l'emperador era al Camp de Mart en un espectacle fou assassinat per dos conjurats bàrbars que havien estat clients d'Aeci.
El pes dels impostos resultava cada cop més insuportable segons s'anava afeblint el poder a Roma, i com a conseqüència també s'afeblia la lleialtat de les províncies que quedaven. Ravenna fou la residència habitual de Valentinià, però va haver de fugir a Roma quan es va apropar Àtila amb el seu exèrcit, que reclamava la mà en matrimoni de la germana de l'emperador. Després de la mort d'Àtila l'any 453 la família imperial va poder tornar a la residència de Ravenna. Valentinià no només va tenir carència d'habilitats per governar l'imperi en una època de greu crisi, sinó que a més va agreujar els perills a causa del seu caràcter venjatiu. Les fonts originals que tenim sobre el regnat de Valentinià III són les Cròniques de Pròsper d'Aquitània, la Història Gòtica de Jordanes, escrita al segle vi i l'obra del poeta Sidoni Apol·linar.